# Dominic Lee Pudwill Gorie
Dominic Lee Pudwill Gorie (* 2. května 1957 v Lake Charles, stát Louisiana, USA) je americký námořní důstojník a kosmonaut. Ve vesmíru byl čtyřikrát.

## Život

### Studium a zaměstnání
Absolvoval střední školu Miami Palmetto High School v městě Miami na Floridě a pak pokračoval ve studiu na vojenské námořní akademii US Naval Academy v Annapolis. Ukončil jej v roce 1979. Působil pak jako pilot na řadě míst. V roce 1987 absolvoval školu testovacích pilotů a pokračoval ve vysokoškolském studiu na University of Tennessee v Knoxville. Studium ukončil v roce 1990 a dál působil v armádě.
V letech 1995 až 1996 prošel výcvikem budoucích astronautů v Houstonu a v letech 1996 až 2010 byl členem tamního oddílu astronautů NASA.
Oženil se, jeho manželkou se stala Wendy Lu, rozená Williamsová. Mají spolu dvě děti, Kimberly a Andrewa.
Má přezdívku Dom.

### Lety do vesmíru
Na oběžnou dráhu se v raketoplánech dostal čtyřikrát, pracoval v orbitálních stanicích Mir i ISS
a strávil ve vesmíru 48 dní, 15 hodin a 19 minut. Byl 379. člověkem ve vesmíru.
- STS-91 Discovery (2. června 1998 – 12. června 1998), pilot
- STS-99 Endeavour (11. února 2000 – 22. února 2000), pilot
- STS-108 Endeavour (5. prosince 2001 – 17. prosince 2001), velitel
- STS-123 Endeavour (11. března 2008 – 27. března 2008), velitel